# Пашко, Николай Александрович
Пашко Николай Александрович (1908, Рудник Донецкого общества, Екатеринославская губерния, Российская империя — ?) — советский государственный деятель, исполняющий обязанности председателя Киевского городского совета (1937—1938).

## Биография
Родился в 1908 году на Руднике Донецкого общества (ныне — Кривой Рог) в многодетной семье шахтёров-рабочих, имел трёх братьев и двух сестёр. В 1930–1931 годах служил в Красной армии.
Член КП(б)У с 1932 года. Занимался общественно-политической деятельностью, выполнял обязанности секретаря ЛКСМУ и Парткомитета.
В 1933 году работал заместителем начальника строительства железной дороги в Восточной Сибири, а также занимал должность секретаря парторганизации. После этого получил командировку на работу к Наркомтяжпрома, а оттуда направлен в Каменское — начальником строительства второй очереди завода № 24 (ныне — ПАО «ЕВРАЗ Днепродзержинский коксохимический завод»).
До 1936 года находился на Донбассе, где работал директором Кадиевского машиностроительного завода. Работал в Центральном бюро изобретательства, а с начала 1937 года — на строительстве лесохимического завода на Дарнице.
С 1937 года назначен директором Дарницкого шелкостроя, где работал до назначения исполняющим обязанности председателя Киевского городского совета.
В июне 1938 года был арестован в составе группы партийных и государственных руководителей города как «участник антисоветской троцкистской организации». На момент ареста проживал по адресу: Киев, Ольгинская улица, 1, кв. 24.
В марте 1939 года был освобождён из-под стражи за неимением улик. Дальнейшая судьба неизвестна.